# 小行星5868
小行星5868（英語：5868 Ohta）是一颗围绕太阳公转的小行星。1988年10月13日，圓舘金、渡邊和郎在北见发现了此天体。
这颗小行星的绝对星等为276.3166145057915等。